# Decoerență cuantică
În mecanica cuantică, decoerența cuantică este mecanismul prin care sistemele cuantice interacționează cu mediul înconjurător căpătând caracteristici probabilistice suplimentare. Este fenomenul prin care lumea particulelor cuantice se transformă în lumea solidă pe care o vedem și o palpăm, datorită interacțiunii cu gravitația. Decoerența cuantică generează aparența colapsului funcției de undă și justifică cadrul și modul de dezvoltare al fizicii clasice ca pe o aproximare acceptabilă. Decoerența apare atunci când un sistem interacționează cu mediul său într-un mod termodinamic ireversibil. Aceasta împiedică diferitele elemente din superpoziția cuantică a funcției de undă a sistemului plus a mediului să interfereze unele cu altele. Decoerența a fost subiectul cercetării active în ultimele două decade.
Decoerența poate fi văzută ca o pierdere de informație dintr-un sistem către mediul său (deseori modelat ca și o baie de căldură). Privit izolat, dinamica sistemului este ne-unitară (cu toate că sistemul combinat cu mediul evoluează într-un mod unitar). Astfel dinamica sistemului singur, tratat izolat de mediul său, este ireversibilă. Precum oricare altă cuplare, legătura cuantică este generată între sistem și mediu. 
O stare cuantică este o superpoziție a altor stări cuantice, de exemplu, stările spinului unui electron. În interpretarea Copenhaga, superpoziția stărilor a fost descrisă de funcția de undă și colapsul funcției de undă a primit numele de decoerență.
Azi, decoerența studiază corelațiile cuantice dintre stările unui sistem cuantic și mediul său. Dar sensul original a rămas, decoerența referindu-se la faptul că stările cuantice nu produc doar o singură realitate macroscopică.
Decoerența nu generează propiu-zis colapsul funcției de undă. Doar furnizează o explicație pentru acest aparent colaps. Natura cuantică a sistemului pur și simplu "se scurge" în mediul din jur. O superpoziție totală a funcției de undă universale este posibilă, dar sensul său rămâne un țel pentru interpretările mecanicii cuantice.
Decoerența reprezintă o problemă majoră în calea realizării practice a calculatoarelor cuantice, de vreme ce acestea se bazează din greu pe evoluția neperturbată a stărilor cuantice coerente.

## Mecanism
Decoerența nu este un concept teoretic nou, ci un set de noi perspective prin care mediul înconjurător nu mai este ignorat în modelarea sistemelor. Pentru a explica cum operează decoerența, este prezentat un model "intuitiv".  Înțelegerea modelului necesită cunoștințe de bază asupra teoriei cuantice.  Se efectuează analogii de vizualizare între spațiul de fază și spațiul Hilbert.  O derivare mai riguroasă în cadrul notației Dirac arată cum decoerența distruge efectele de interferență și "natura cuantică" a sistemelor. Apoi, este prezentat modelul matricei densităților pentru o mai bună înțelegere.

### Modelul spațiului de fază
Un sistem de N particule poate fi reprezentat în mecanica cuantică ne-relativistă de către o funcție de undă, {\displaystyle \psi (x_{1},x_{2},...,x_{N})}.  Asta se aseamănă cu clasicul spațiu de fază. Un spațiu de fază clasic conține o funcție cu valori reale în 6N dimensiuni (fiecare particulă contribuind cu 3 coordonate spațiale și 3 momente). Spațiul de fază "cuantic" al nostru în schimb conține o funcție cu valori complexe într-un spațiu 3N dimensional. Poziția și momentul nu comută însă totuși moștenesc mare parte din structura matematică a unui spațiu Hilbert. În afara acestei diferențe, analogia este corectă.
Sisteme distincte, ce nu interacționează, izolate anterior, ocupă spații fazice diferite. Altfel exprimat, putem spune că aceste sisteme ocupă subspații diferite în spațiul de fază al sistemului combinat. Numărul de dimensiuni efective al spațiului de fază al sistemului este numărul gradelor de libertate existente care—în modelele ne-relativiste—este de 6 ori numărul particulelor libere al sistemului. Pentru un sistem macroscopic aceasta înseamnă o dimensionalitate foarte mare. Când două sisteme (și mediul ambiant poate fi considerat un sistem) încep să interacționeze, totuși, vectorul de stare asociat nu mai este obligat să aparțină unuia dintre cele două subspații. În schimb, vectorul de stare combinat evoluează dealungul timpului într-un "volum mai mare", al cărui dimensionalitate este suma dimensiunilor celor două subspații. Un pătrat (o suprafață bidimensională) extinsă cu o dimensiune (o linie) formează un cub. Cubul are un volum mai mare, într-un anumit sens, decât componentele sale: pătratul și linia. Interacțiunea dintre cei doi vectori de extindere este o măsură a "cât de apropiați" sunt unul de altul (formal, o măsură a "distanței" dintre ei sau al produslui scalar din spațiul lor Hilbert) în spațiul fazic. Când un sistem se cuplează la un mediu extern, dimensionalitatea și implicit "volumul" disponibil, adică vectorul de stare combinat cresc enorm. Fiecare grad de libertate al mediului contribuie cu o extra-dimensiune.  
Funcția de undă originală a sistemului poate fi extinsă în mod arbitrar ca o sumă de elemente într-o superpoziție cuantică. Fiecare extindere corespunde unei proiecții a vectorului undei într-o nouă direcție. Direcțiile pot fi alese aleator. Avem deci libertatea să alegem acele extinderi în care elementele rezultante interacționează cu mediul într-o manieră specifică elementului. Asemenea elemente vor fi—cu o probabilitate copleșitoare—rapid separate unele de altele de evoluția lor temporală distinctă. După o foarte scurtă interacțiune, nu mai există practic nici o șansă pentru o interacțiune viitoare. Procesul este efectiv ireversibil. Elementele diferite devin efectiv "pierdute" unele față de altele în spațiul de fază extins creat prin cuplarea cu mediul. Elementele originale se spune că au devenit decoerente. Mediul practic a selectat acele exensii sau descompuneri a vectorului de stare original care duce la pierderea coerenței de fază între elementele sale. Aceasta poartă și numele de "superselecția indusă de mediu", sau einselecție. Elementele sistemului supuse decoerenței nu mai manifestă caracteristici precum interferență cuantică unele față de altele, așa cum se întâmplă în experimentul celor două fante. Orice elemente care suferă o decoerență unele față de altele prin intermediul unei interacțiuni cu mediul se spune că sunt legate cuantic cu mediul. Inversul nu este adevărat: nu toate stările legate cuantic au trecut printr-un proces de decorență una față de alta.
Orice dispozitiv de măsură sau aparat acționează ca un mediu, de vreme ce, la un anumit moment dealungul procesului de măsurare, efectul său trebuie să fie suficient de mare pentru a fi observat de oameni. El trebuie să posede un foarte mare număr de grade de libertate ascunse. Ca efect, interacțiunile pot fi considerate ca fiind măsurări cuantice. Ca rezultat al unei interacțiuni, funcția de undă a sistemului și aparatul de măsură devin legate cuantic unul de celălalt. Decoerența are loc când porțiuni diferite ale funcției de undă a sistemului devin legate cuantic în moduri diferite cu aparatul de măsură. Pentru ca două elemente eisenselectate ale stării sistemului legat cuantic să interfereze, atât sistemul original cât și măsurarea, în ambele elemente ale dispozitivului trebuie să se suprapună semnificativ, în sensul produsului lor scalar. Dacă aparatul de măsură are multe grade de libertate, este foarte puțin probabil ca acest lucru să se întâmple. 
Ca o consecință, sistemul se comportă mai degrabă ca un ansamblu statistic de elemente diferite decât ca o superpiziție cuantică coerentă a lor. Din perspectiva fiecărei componente a aparatului de măsură, sistemul pare să fi suferit un colaps ireversibil al funcției de undă într-o stare cu o valoare precisă a atributelor măsurate, relativ la fiecare componentă în parte.